# Ain Beida
Ain Beida (arabisch عين البيضاء, DMG ʿAin al-Baiḍāʾ) ist eine Gemeinde und die größte Stadt in der Provinz Umm al-Bawāqī im Norden von Algerien mit 116.064 Einwohnern (Stand: 2008). Die Stadt liegt südöstlich von Constantine.

## Geschichte
Das Stadtzentrum verfügt noch immer über einen Garten, in dem römische Ruinen einschließlich unterirdischer Tunnel untergebracht sind, was darauf hinweist, dass die Stadt eine lange und reiche Geschichte hat. Der frühere Name in der Römerzeit war Marcimani. Die Stadt war eine strategische Stadt in der Römerzeit und grenzte an den Staat Baghai. Der Berberstamm der Chaoui bewohnte und regierte das Gebiet in der Nähe von Ain Beida (östlich des Bezirks Umm al-Bawāqīi) im Laufe der Geschichte und verteidigte es viele Male. 1934 wurden bei einem Pogrom 30 Juden verletzt und 42 Geschäfte verwüstet.

## Bevölkerungsentwicklung
| Zensusjahr | Einwohnerzahl |
| ---------- | ------------- |
| 1977       | 42.578        |
| 1987       | 61.997        |
| 1998       | 88.290        |
| 2008       | 116.064       |

## Sport
Der Fußballklub USM Aïn Beïda hat seinen Sitz in der Stadt.